# Ora exactă
serviciu indisponibil incepand cu 01 august 2020

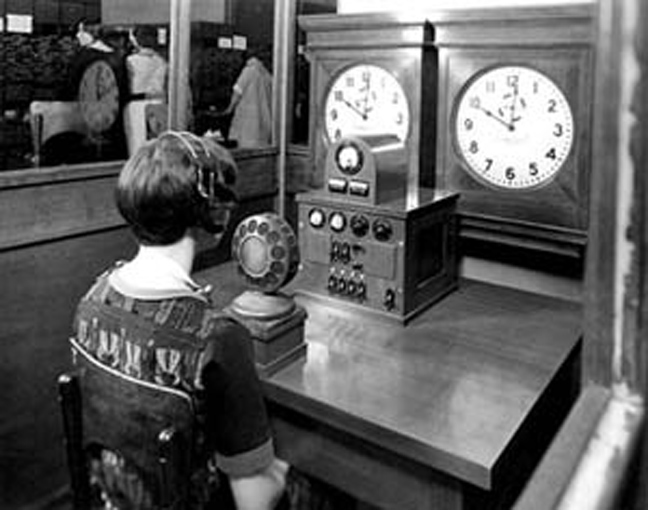
O operatoare a serviciului de oră exactă anunțând ora în anul 1937

Serviciul orei exacte organizează, stochează și oferă informații despre schimbarea timpului curent cu o precizie foarte mare. Telefoanele de serviciu care oferă informații în modul de voce despre ora exactă, comunicând ora curentă la momentul adresării. În radiocomunicații serviciile de ora exactă transmit informații în formă de semnale periodice precise de timp, de obicei — în fiecare oră. Serviciile de internet care anunță ora exactă, funcționează prin sincronizare periodică cu serverul folosind protocolul NTP.
Serviciul 1958 “ora exacta” este cel mai vechi centru de mesaje vocale din Romania, cu o “varsta” de peste 25 ani. “Ceasul vorbitor” beneficiaza de folosirea semnalului furnizat de satelitii GPS catre serverele NTP (Network Time Protocol), generand secventele vocale corespunzatoare pe iesirile audio ale unor calculatoare.
Precizia „ceasului” este asigurata de folosirea semnalului furnizat de satelitii GPS catre servere, astfel incat eventualele intarzieri nu vor fi mai mari de 100 milisecunde, iar comutarea la ora de iarna / vara, precum si saltul de o secunda pentru compensarea Timpului Coordonat Universal (UTC) furnizat de GPS fata de durata medie a anului solar se face automat.

## enFotografie aSpeaking clock announcer module (ZBA4264), construit în 1955
- en Site despre istoricul ceasurilor vorbitoare
- pl  &  - Ceas vorbitor polonez din 1936
- ora exactă în Romania